# Минасян, Ара Шотаевич
Ара Шотаевич Минасян (арм. Արա Մինասյան; род. 14 апреля, 1974, Гюмри) — армянский шахматист, гроссмейстер (2004).
Поделил 3-7 места на турнире в Кстово (1994), 2-4 в Дечине (1996) и 2-е в Тегеране (2003). Участвовал в 32-й Всемирной шахматной олимпиаде (Ереван, 1996).

## Изменения рейтинга
| Графики недоступны из-за технических проблем. См. информацию на Фабрикаторе и на mediawiki.org. |